# Landschaftspark Bindermichl-Spallerhof

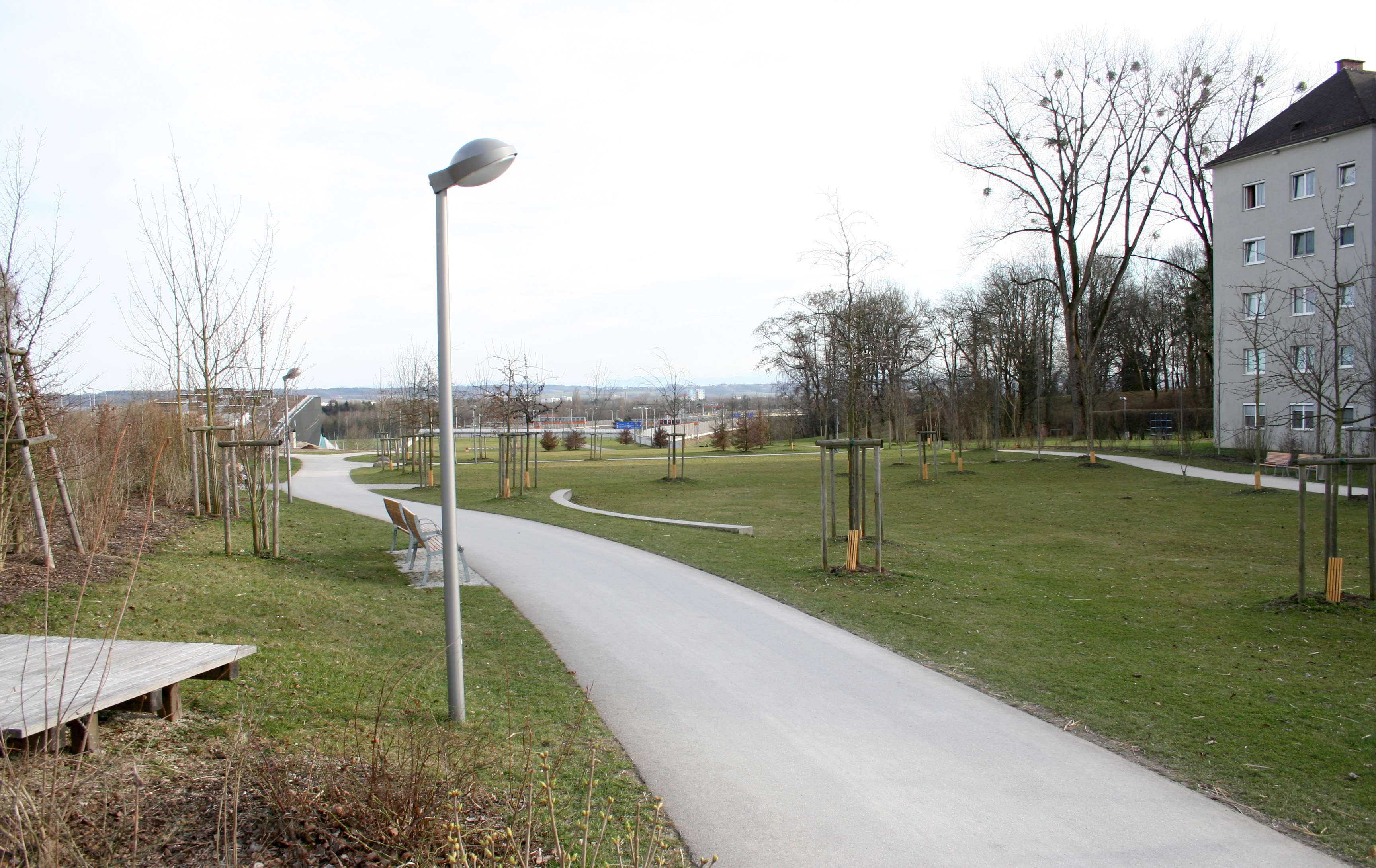
Südteil (2010)

Der Landschaftspark Bindermichl-Spallerhof ist ein 8,3 Hektar großer Landschaftspark im Linzer Stadtteil Waldegg zwischen den Stadtteilen und ehemaligen statistischen Bezirken Bindermichl und Spallerhof. Er verdankt seine Entstehung der Einhausung Bindermichl an der dort verlaufenden Mühlkreisautobahn (A7) im Jahr 2006.

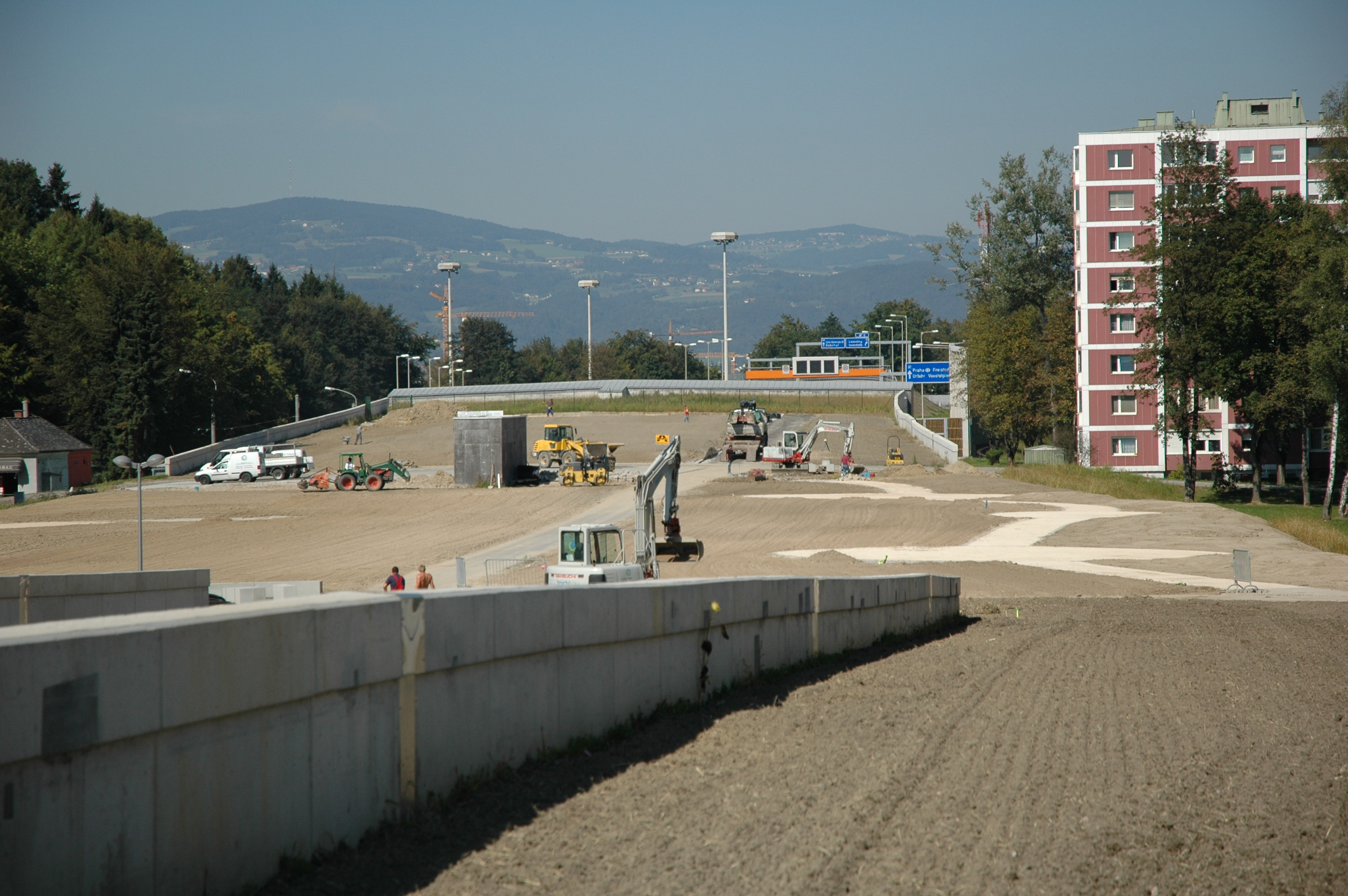
Bauarbeiten an der Oberflächengestaltung der A7-Einhausung am Bindermichl im August 2006.

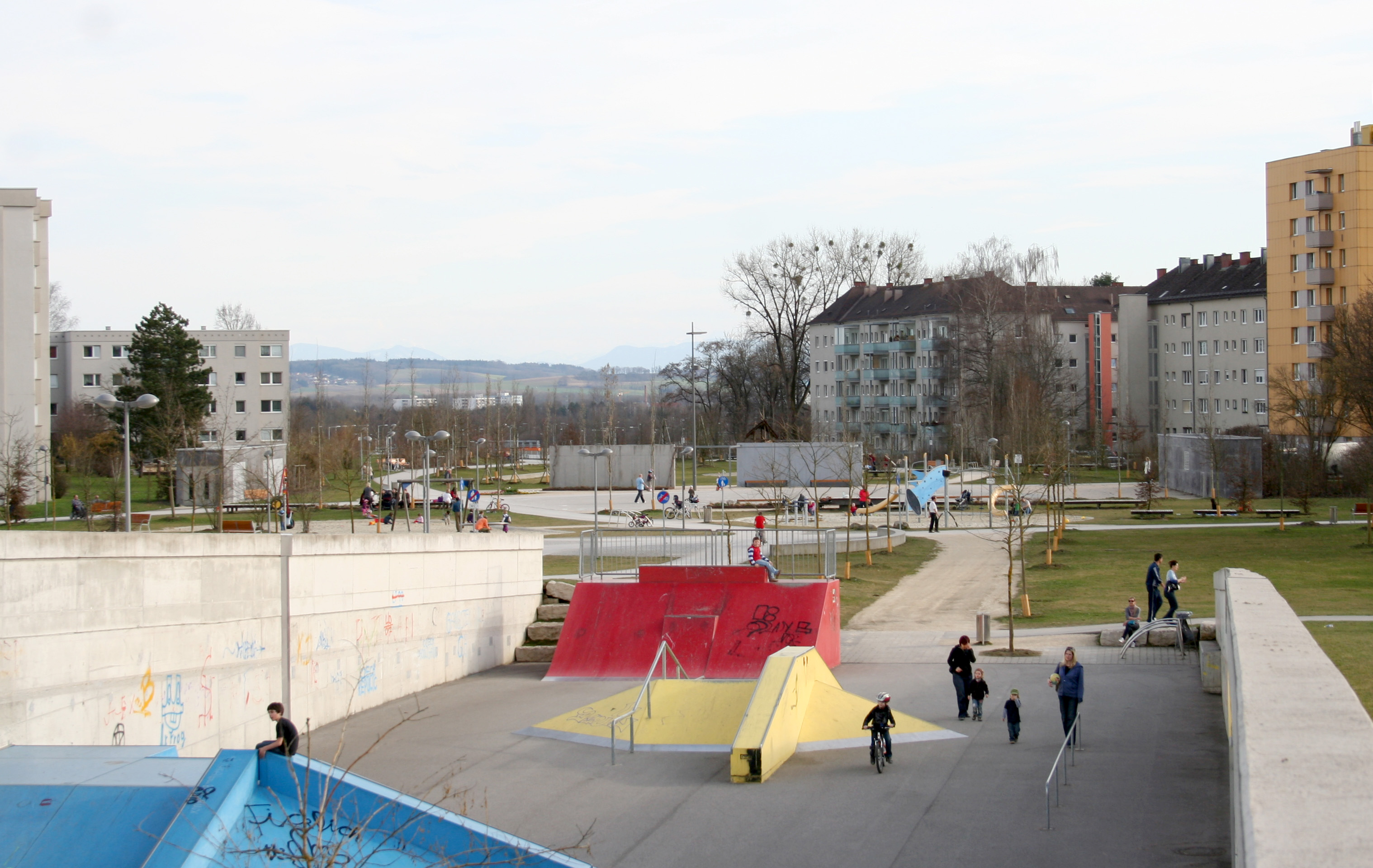
Zentrum mit Spielplätzen (2010)

Ursprünglich waren die Stadtbezirke Bindermichl und Spallerhof durch die Mühlkreisautobahn voneinander getrennt. Durch die Einhausung der A7 entstand die Möglichkeit, auf der Überplattung einen Landschaftspark zu errichten, der am 30. Juni 2007 eröffnet wurde. Der Landschaftspark der mit 755 Bäumen, sowie Sträuchern und Blumenbeeten bepflanzt wurde, gliedert sich in drei Teilbereiche. Der südliche Parkbereich ist vor allem für Kinder vorgesehen und verfügt über einen Wasserspielplatz (Pumpen, Schleusen und Gerinne), eine Sandlandschaft mit Spielgeräten sowie große Wiesenflächen. Das Zentrum des Parks um die Rampen des Kreisverkehrs bietet Freizeitmöglichkeiten vor allem für Jugendliche. Hier liegen Soccer- und Beachvolleyballplätze, ein Skatepark, ein Funcourt und ein Klettergarten. Der Norden des Parks dient vor allem der Erholung und verfügt neben zahlreichen Sitzmöglichkeiten auch über ein bewegungstherapeutisches Angebot für ältere Menschen.